# Centro de Alto Rendimiento de Fútbol Femenino
El Centro de Alto Rendimiento de Fútbol Femenino, más conocido por su acrónimo CARFEM, es una instalación deportiva de la Asociación Paraguaya de Fútbol ideada para la mejora del rendimiento del fútbol femenino en Paraguay. Está ubicado en la ciudad de Ypané, dentro del Gran Asunción, a unos 26 km de Asunción.

## Historia
Fue inaugurado el 11 de octubre de 2022, con la presencia del presidente de la FIFA Gianni Infantino, del presidente de la CONMEBOL Alejandro Domínguez, del presidente de la APF Robert Harrison, y del entonces presidente de Paraguay Mario Abdo Benítez.
El proyecto se llevó a cabo gracias a los programas Forward de la FIFA y Evolución de la CONMEBOL, así como también de los fondos de la APF.

## Infraestructura
El complejo cuenta con dos hoteles de concentración, uno de ellos para la Selección Absoluta y el otro, para las selecciones formativas, también cuenta con 7 canchas (la principal alberga a 5.000 espectadores), graderías, palcos, cabinas de prensa, estructuras para transmisión de partidos, vestuarios y gimnasio.